# Superintendencias de Colombia
Las Superintendencias de Colombia son entes públicos de supervisión y vigilancia encargados de fiscalizar determinadas actividades económicas y servicios públicos. Las funciones de las superintendencias son atribuidas por la ley o mediante delegación que haga el Presidente de la República.
Cuentan con poder investigativo, sancionatorio y penalizador.
Para el año 2025 las 10 superintendencias existentes en Colombia son:
- Superintendencia Financiera.
- Superintendencia de la Economía Solidaria.
- Superintendencia de Subsidio Familiar.
- Superintendencia Nacional de Salud.
- Superintendencia de Industria y Comercio.
- Superintendencia de Sociedades.
- Superintendencia de Vigilancia y Seguridad Privada.
- Superintendencia de Notariado y Registro.
- Superintendencia de Servicios Públicos Domiciliarios.
- Superintendencia de Transporte, (anteriormente denominada como «Puertos y Transporte»).[3]

## Superintendencias desaparecidas
En noviembre de 2005 el gobierno reemplazó la Superintendencia Bancaria y la de Valores fusionándolas en la Superintendencia Financiera.